# Bomb girls
Bomb girls är en kanadensisk dramaserie från 2012–2013. Serien hade premiär på Global den 4 januari 2012. 

## Handling
Serien handlar om fyra kvinnor som jobbar i en kanadensisk ammunitionsfabrik under andra världskriget, handlingen startar år 1941. Kvinnorna kämpar mot fördomar, diskriminering, relationsproblem, för en självständighetskamp och arbetar hårt med ett farligt yrke. 

## Rollista i urval
- Meg Tilly - Lorna Corbett
- Jodi Balfour - Gladys Witham
- Ali Liebert - Betty McRae
- Charlotte Hegele - Kate Andrews
- Anastasia Phillips - Vera Burr
- Antonio Cupo - Marco Moretti
- Richard Fitzpatrick - Harold Akins
- Peter Outerbridge - Bob Corbett
- Natasha Greenblatt - Sheila Corbett
- James McGowan - Rollie Witham
- Sebastian Pigott - James Dunn
- Lisa Norton -  Edith McCallum

## Bomb Girls: Facing the Enemy
Hösten 2013 meddelade Shaw Media att inspelningen av en två timmar lång TV-film inletts. I rollistan fanns Meg Tilly, Jodi Balfour, Charlotte Hegele, Ali Liebert, Antonio Cupo, Anastasia Phillips, Michael Seater och Peter Outerbridge, som repriserade sina roller från TV-serien. Filmen betitlad Bomb Girls: Facing the Enemy, premiärvisades 27 mars 2014.